# José Ramos (futebolista)
José Ramos conhecido como "Zé Pequeno", foi um jogador de futebol português do Club Sport Marítimo. Em 18 do Abril de 1926, tornou-se no primeiro madeirense internacional por Portugal, num jogo frente à França. Em 6 de Junho de 1926, venceu Campeonato de Portugal com a camisola do Club Sport Marítimo.